# Людовик Тулузский
Святой Людовик Анжуйский (9 февраля 1274, Бриньоль — 19 августа 1297[…], Бриньоль) — второй сын Карла II Хромого, короля Неаполя, и Марии Венгерской, внучатый племянник Людовика Святого. Епископ Тулузы в 1297 году. Канонизирован Католической церковью в 1317 году.

## Биография

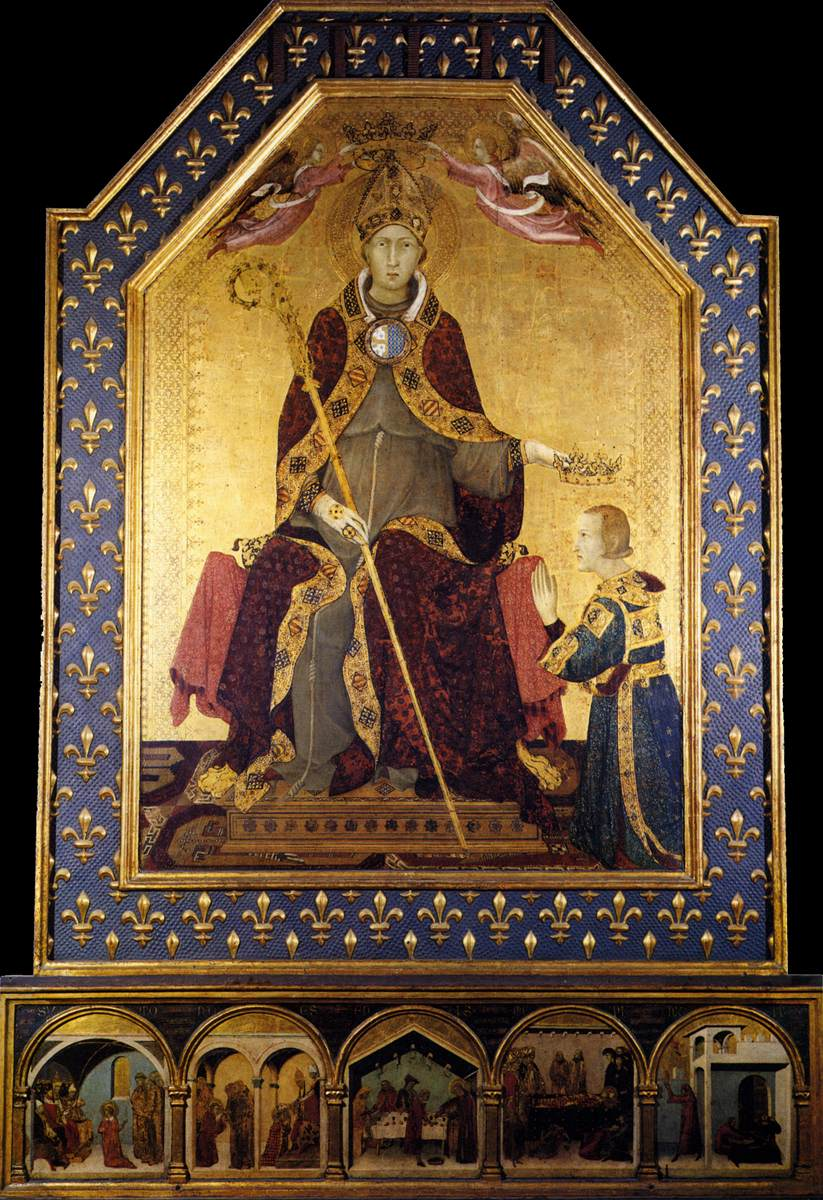
Св. Людовик Тулузский коронует своего брата Роберта Неаполитанского - работа Симоне Мартини. Музей Каподимонте (Неаполь)

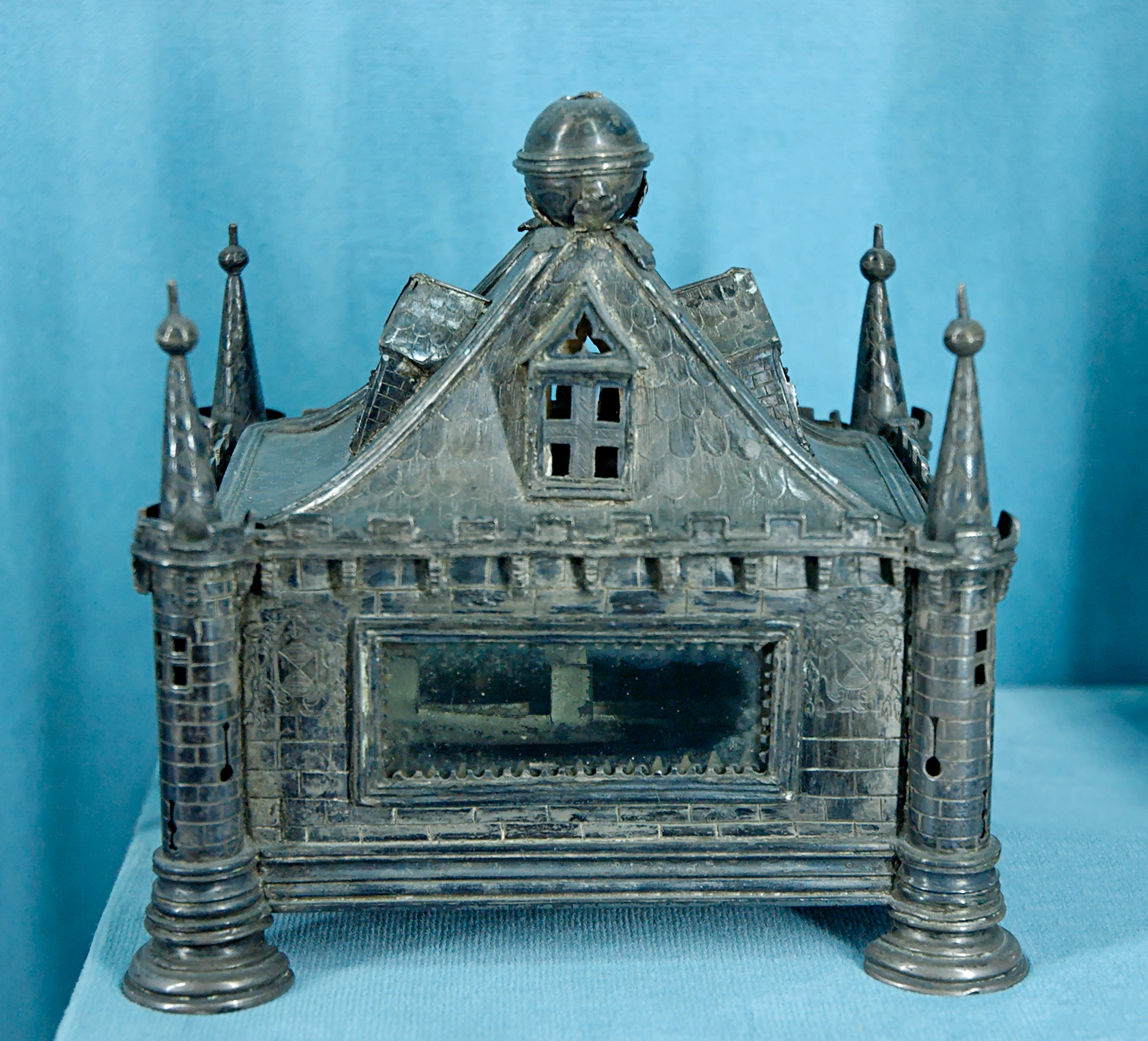
Серебряный мощевик с мощами святого Людовика, Музей Средневековья, Париж, Франция

В ходе войны Сицилийской вечерни Карл II попал в плен к сицилийцам и был освобождён при условии внесения значительного выкупа и передачи врагам знатных заложников (1289). Среди заложников были три сына короля, в том числе Людовик. Принцы были отвезены в Барселону и поручены заботам монахов – францисканцев. По достижении совершеннолетия находившемуся в плену Людовику была передана архиепархия Лиона, находившаяся в зависимости от французской короны, хотя реально осуществлять обязанности епископа принц не имел возможности.
В связи с тем, что старший брат Людовика Карл Мартелл с 1290 года посвятил себя борьбе за Венгрию и был коронован как король Венгрии, Людовик стал потенциальным наследником Неаполитанского королевства. После смерти Карла Мартелла (19 августа 1295), так и не добившегося реальной власти в Венгрии, но передавшего свои венгерские претензии своим детям, Людовик окончательно стал наследником Карла II. Освобождённый из арагонского плена в 1295 году, Людовик прибыл в Рим и объявил об отречении от своих династических прав в пользу следующего брата Роберта. Отказавшись от будущей короны, Людовик Анжуйский вступил в монашеский орден францисканцев, приняв обеты бедности, послушания и целомудрия.
5 февраля 1297 года Людовик Анжуйский был посвящён в епископы и получил в управление огромную Тулузскую епархию (впоследствии папа Иоанн XXII разделил её на пять епархий). Назначение его в Тулузу имело важное значение как для французского короля, к домену которого Лангедок был присоединен только в 1271 году, так и для Анжуйского дома, владевшего с 1246 года соседним Провансом. Молодой епископ, ранее отказавшийся от неаполитанской короны, реализовывал в своей епархии не чужие политические амбиции, а свою готовность служить бедным. Его простота, христианское служение, отказ от роскоши заслужил ему любовь в Лангедоке, сравнительно недавно стране альбигойцев, где католическое духовенство не пользовалось авторитетом.

## Прославление
Людовик скончался в Бриньоле 19 августа 1297 года, где и был похоронен. Совершавшиеся на его могиле чудеса стали причиной быстрой канонизации. Уже 7 апреля 1317 года Иоанн XXII причислил Людовика к лику святых. Для французской и неаполитанской правящих династий канонизация Людовика Тулузского была вопросом политического авторитета, так как в числе потомков Гуго Капета это был уже второй святой Людовик. Святой Людовик Тулузский стал особенно почитаемым у монахов – францисканцев, в 1423 году перенёсших его мощи в Валенсию.
В католической иконографии святой Людовик Тулузский изображается юношей-епископом, часто с отвергнутой короной у ног.
День памяти в Католической церкви — 19 августа.